# La Ville du Père Noël
La Ville du Père Noël (Moonlight & Mistletoe) est un téléfilm de Noël américain réalisé par Karen Arthur et diffusé le 29 novembre 2008 sur Hallmark Channel, et en 2009 en France.

## Synopsis
Nick Crosby n'est pas seulement le patron de Santaville, la ville «où c'est tous les jours Noël», il est aussi le Père Noël en personne. Sa fille, Holly, qu'il a toujours considérée comme son lutin numéro un, vient lui rendre visite après un accident de traîneau. Elle découvre que les affaires marchent mal, qu'il est criblé de dettes et que la ville merveilleuse qu'elle aime tant, et qui attirait les visiteurs en si grand nombre, risque de disparaître pour toujours.

## Fiche technique
- Titre original : A Town Whithout Christmas
- Réalisateur : Karen Arthur
- Scénario : Joany Kane
- Photographie : Tom Neuwirth
- Musique : Lawrence Shragge
- Montage : Bridget Durnford
- Décors : Tiffany Zappulla
- Durée : 87 minutes
- Pays : États-Unis

## Distribution
- Candace Cameron Bure (VF : Marie-Eugénie Maréchal) : Holly
- Tom Arnold (VF : Patrick Borg)  : Nick
- Christopher Wiehl (VF : Eric Aubrahn) : Peter
- Barbara Niven (VF : Brigitte Virtudes) : Ginny
- Matt Walton (en) (VF : Jean-Pierre Michael) : Ben Richards
- Taylor Ampatiellos : Willie
- Ari Larson : Peter, jeune
- Emily George Lyons : la mère de Willie
- Lillian Pritchard : Holly, jeune